# Andrei Voznesensky
Andrei Andreyevich Voznesensky (em russo:  Андре́й Андре́евич Вознесе́нский; Moscou, 12 de maio de 1933 – Moscou, 1 de junho de 2010) foi um poeta e escritor soviético (nascido na Rússia), referido por Robert Lowell como "um dos maiores poetas vivos em qualquer idioma".
Era integrante da "geração dos anos 1960", grupo de jovens escritores, poetas e pintores surgido durante a União Soviética.
Era tratado como um "clássico vivo" e considerado um dos maiores poetas soviéticos e russos dos século XX.

## Vida
Andrei Andreyevich Voznesensky nasceu em Moscou em 1933. De 1941 a 1944, ele e a mãe dele viveram nos Montes Urais, enquanto o pai dele, um professor de engenharia, estava engajado no trabalho bélico, incluindo a retirada das fábricas durante o Cerco a Leninegrado.
Voznesensky primeiramente estudou arquitetura no Instituto de Arquitetura de Moscou e recebeu o grau de engenheiro. Em uma noite de 1957, durante um incêndio, escreveria um poema chamado "Fogo no Instituto de Arquitetura".
As demandas arquitetônicas por uma harmonia estrutural contrastavam com a configuração da sua poesia, tanto exterior como interior.
Voznesensky, abertamente crítico à ortodoxia soviética, foi o mentor moral e poético da crítica ao sistema em suporte para Boris Pasternak escrever Doutor Jivago.

## Obras
Entre seus livros de poemas estão A Pera Triangular (Треугольная груша) e Antimundos (Антимиры).
Parte de suas obras ganhou os teatros russos, como "Juno e Avos", uma ópera que tornou-se sucesso permanente no teatro Lenkom, em Moscou. Outras também foram encenadas no exterior.